# Inmigración iu mien en los Estados Unidos
Los iu mien estadounidenses (Meiv guoqc mienh) son, en su mayoría, exrefugiados de la Guerra secreta en Laos y la guerra de Vietnam. Si bien algunas familias iu mien recibieron asilo político y la oportunidad de reasentarse en Estados Unidos antes de 1980, la gran mayoría de los inmigrantes iu mien llegaron a los Estados Unidos tras la Ley de refugiados de 1980.
Entre finales de los años 70 y principios de los 90, miles de inmigrantes iu mien se establecieron principalmente en la costa oeste de los Estados Unidos. Hoy en día, se calcula que la población estadounidense de origen iu mien oscila entre 50 000 y 70 000 individuos.

## Etimología
Los iu mien están oficialmente clasificados en China, y en la mayoría del sudeste asiático, como un subgrupo de la nacionalidad yao. Una clasificación más detallada de la nacionalidad yao incluye tres grupos principales: 1) pan yao, 2) bunu yao y 3) pingdi yao. El grupo pan yao es el más numeroso en China y el sudeste asiático, y los estadounidenses de ascendencia mien forman parte de este grupo.
La nacionalidad yao fue oficialmente reconocida por el gobierno chino en la década de 1950. El recién establecido gobierno comunista chino emprendió un proyecto de "clasificación étnica" que tenía como objetivo reconocer formalmente los diversos grupos nacionales dentro de China. Para lograrlo, se formaron equipos de investigación gubernamentales encargados de estudiar regiones geográficas comunes, idiomas, tradiciones culturales, características físicas y otros factores definitorios. Al completar el proyecto, el pueblo yao o yaozu fue oficialmente reconocido como una de las cincuenta y cuatro nacionalidades en China (lista de grupos étnicos en China). En 1974, se incluyó una nacionalidad adicional (jino), lo que elevó el número total de nacionalidades reconocidas a cincuenta y cinco.
En Vietnam, el término "yao" no se utiliza para referirse a este grupo étnico. En su lugar, se utiliza el término "dao". 
Varios subgrupos clasificados como yao no se autodenominan "yao". Los iu mien, por su parte, prefieren referirse a sí mismos como "iu mien" o "mien".

## Historia
Aunque los registros antiguos chinos sobre los yao son algo inconsistentes, suelen coincidir en la idea de que los pueblos que habitaban en el norte de la provincia de Hunan (cerca del lago Dongting y sus "cinco arroyos") compartían un origen y una herencia cultural comunes. Previo a la dinastía Qin (221 a. C.), el sur de China abarcaba territorios más allá del núcleo de la tierra Han. Estos territorios estaban habitados por diversos grupos de personas, algunos autóctonos de la región y otros no. Para facilitar la administración, los estados chinos generalmente clasificaban a estos grupos en redes geográficas designadas.
Según ciertos relatos y textos yao, los iu mien alguna vez poblaron un lugar llamado "Qianjiadong", que significa "las cuevas de las mil familias". La leyenda narra que este valle de belleza imponente y serena solo era accesible a través de una modesta cueva, la cual actuaba como única entrada y salida al mismo tiempo. Se dice que esta tierra legendaria estaba rodeada de cascadas y ríos, apartada del mundo exterior. Aunque algunos dudan de la existencia real de Qianjiadong, académicos en China han encontrado evidencia en la provincia de Hunan que sugiere su posible ubicación.
Hacia el siglo X, y posiblemente antes, los pueblos yao (iu mien) en la región de Hunan comenzaron a migrar hacia el sur de China. Algunos grupos se aventuraron en provincias más meridionales, como Guangdong y Guangxi, mientras que otros se dirigieron hacia el suroeste, llegando a Guizhou y Yunnan. En los siglos siguientes, varios subgrupos iu mien en China emigraron hacia el sudeste asiático, estableciéndose primero en Vietnam y luego expandiéndose hacia Laos y Tailandia.
Los iu mien, que cultivaban en las tierras altas y vivían junto a otros grupos en las colinas del norte de Laos, se unieron al sistema administrativo francés en Indochina. Pero cuando los franceses se retiraron por completo de Laos y el sudeste asiático en los años 50, Estados Unidos ocupó su lugar.

### La Guerra secreta en Laos
Durante la guerra de Vietnam (1956-1975) y la Guerra secreta en Laos (1962-1975), el pueblo iu mien se vio envuelto en la Guerra Fría. La CIA reclutó al pueblo iu mien y a otros grupos de las colinas, como los hmong (miao), para luchar contra las fuerzas comunistas en el norte de Laos y otras áreas. El papel militar de los iu mien principalmente implicaba la protección de aldeas y el servicio como agentes de inteligencia para Estados Unidos en las áreas fronterizas cerca de China.
Además de inteligencia, los iu mien proveyeron vigilancia y apoyo armado para bloquear el traslado de armas a lo largo de partes de la Ruta Ho Chi Minh. Como resultado, surgieron tres figuras destacadas de la comunidad mien: el Coronel Chao Mai Saechao, el Coronel Chao La Saechao y el Capitán Vern Chien Saechao. Tras el fallecimiento del Coronel Chao Mai en 1967, su hermano menor, Chao La Saechao, fue ascendido a Coronel.
Los iu mien también participaron en una de las batallas en Longcheng junto a los hmong en 1970.
En 1975, cuando las fuerzas estadounidenses se retiraron de Vietnam y Laos, se estableció la República Democrática Popular Lao liderada por los comunistas Pathet Lao. Muchas familias que apoyaban a la CIA se vieron obligadas a huir a Tailandia cruzando el río Mekong para escapar de la persecución política. Como refugiados, se enfrentaron a dificultades sin tener un lugar al que llamar hogar durante casi diez años. 

### Reasentamiento
Entre finales de la década de 1970 y principios de la de 1990 miles de familias mien lograron emigrar a países occidentales con la asistencia del Alto Comisionado de las Naciones Unidas para los Refugiados (ACNUR). Aunque algunos optaron por establecerse en Europa y Canadá, la mayoría de los iu mien eligieron trasladarse a Estados Unidos, especialmente a las regiones costeras de California, Oregón y Washington.
Como descendientes de antiguas y aisladas sociedades agrícolas, la primera generación de estadounidenses de origen iu mien se encontró con numerosos desafíos al establecerse en ciudades vibrantes y modernas. Estos desafíos incluyeron barreras lingüísticas y problemas de adaptación cultural.
A medida que las generaciones más jóvenes se integran en la cultura estadounidense, enfrentan problemas como la brecha generacional, la pérdida de su idioma y cultura, así como la falta de identidad, entre otros. Para abordar estos problemas, han surgido organizaciones comunitarias dentro de las comunidades de iu mien estadounidenses en Washington, Oregón y California, ofreciendo servicios directos para facilitar la transición.
Desde que se establecieron en Estados Unidos, han mantenido vínculos históricos con sus compatriotas en China y Vietnam. Además, aún hay muchos de sus familiares que residen en Laos y Tailandia.

## Población
Unos 50 000 iu mien se establecieron a lo largo de los estados costeros del oeste: California, Oregón y Washington. Otros 10 000 o menos se asentaron en otras partes del país, como Alabama, Alaska, Texas, Tennessee, Míchigan, Illinois, Carolina del Norte y algunos estados más. 
Sin embargo, existe una discrepancia en los números de la población de estadounidenses de origen debido a que los mien aún no han sido incluidos en el Censo de Estados Unidos. Por lo tanto, el margen de error podría oscilar entre 10 000 y 20 000 personas.
El 7 de julio de 2007, la comunidad de origen iu mien en Estados Unidos conmemoró su 31.º aniversario en Sacramento, California. Durante la celebración, se reconocieron y premiaron a miembros del servicio militar, médicos, educadores, académicos, líderes y otros por sus destacados logros. Más recientemente, el festival mien, que tuvo lugar el 1 de abril de 2023 en la Escuela Secundaria Hiram Johnson en Sacramento, atrajo a miles de participantes.
Los iu mien también se han establecido en otras partes del mundo. Se pueden encontrar en Australia, Bélgica, Dinamarca, Francia, Laos, Birmania, Nueva Zelanda, Suiza, Tailandia y Vietnam.

## Cultura

### Taoísmo yao
El daoísmo, tal como es practicado actualmente por el pueblo yao (mien), tiene sus orígenes en la dinastía Song del Norte (960-1127). 
El Emperador Huizong (1100-1126), un hábil calígrafo y practicante de la tradición tianxin zhengfa, también conocida como los "verdaderos ritos del corazón del cielo", desempeñó un papel significativo en la promoción de esta tradición e influyó en las aspiraciones religiosas de la corte. Desafortunadamente, la dinastía Song del Norte cayó ante grupos bárbaros y un príncipe de la dinastía Song tuvo que huir hacia el sur, estableciéndose finalmente en Hangzhou, en lo que ahora es la provincia de Guangdong en el sureste de China.
En Hangzhou, el príncipe reunió a los últimos vestigios de la dinastía Song del Norte y estableció la dinastía Song del Sur (1127-1229). Además, durante este periodo, la dinastía Song del Sur autorizó a misioneros para difundir la tradición tianxin zhengfa entre grupos étnicos no siníticos en el sur de China. Estos misioneros enseñaron los rituales de la tradición y una forma simplificada de daoísmo que incluía secretos para la curación y el exorcismo. Los yao fueron uno de los primeros pueblos del sur en adoptar el daoísmo y el sistema de escritura chino. 
Hoy en día, los textos rituales yao todavía se leen en el dialecto cantonés de Guangxi, lo que sugiere una transmisión continua de la tradición por parte de maestros daoístas del sureste de China.

### Familia
En la cultura mien, la familia es crucial y se compone típicamente de tres generaciones. La unidad familiar se ve como una entidad económica, centrada en la acumulación de riqueza para garantizar el bienestar a través de ceremonias religiosas. Se valora mucho a los hijos, tanto por afecto como por contribuir al trabajo. Tradicionalmente, las hijas son consideradas valiosas por el estatus que añaden a través de matrimonios y la dote que aportan. Las mujeres tienen reglas estrictas que incluyen obedecer a sus esposos y mantener cierto nivel de modestia.
En la comunidad iu mien de Estados Unidos, es posible que persistan algunos aspectos de la estructura familiar tradicional, como la valoración de la unidad familiar y la importancia de los lazos familiares extendidos. Sin embargo, hay una mayor flexibilidad en cuanto a las normas y expectativas sobre el matrimonio, el trabajo y la crianza de los hijos, especialmente entre las generaciones más jóvenes que han crecido en un entorno culturalmente diverso.

### Matrimonio
El sistema de clanes patrilineales es fundamental para la identidad de la cultura iu mien, al igual que en el sistema de clanes hmong. Se promueven los matrimonios entre clanes, pero se prohíben los matrimonios entre miembros de la misma línea espiritual ancestral, especialmente dentro de la misma familia. 
Las bodas son eventos elaborados, a menudo caracterizados por la tradición de "cantar frente al edificio". Se espera que los novios paguen una dote por la novia, aunque aquellos que no puedan pagarlo pueden cumplir con la obligación a través del servicio a la novia. Después del matrimonio, las parejas suelen residir con los padres del novio, a menos que el novio esté comprometido en el servicio a la novia, en cuyo caso residen con la familia de la novia hasta que se cumpla el servicio.
En la comunidad de Estados Unidos se conservan muchas tradiciones, como el intercambio de regalos, pero se adaptan al contexto estadounidense. Por ejemplo, es posible que la pareja opte por vivir de forma independiente después de la boda, en lugar de residir con los padres del novio. Además, es común que las bodas iu mien en Estados Unidos incluyan elementos de la cultura estadounidense, como la música y la comida. Sin embargo, muchas parejas optan por casarse en la vestimenta mien tradicional.

### Música
En tiempos antiguos, los yao (mien) se comunicaban a través del canto y el compartir de cuentos populares, los cuales servían como una herramienta filosófica y educativa para transmitir historias profundas de una generación a la siguiente. Cantar y recitar estas historias durante las ofrendas rituales a los antepasados, así como quemar incienso "tao" o "dao", eran formas de mantener a la comunidad arraigada y promover la armonía pacífica durante las ceremonias.
La nueva generación de música mien se refleja en la mezcla de hip-hop, pop y R&B, y algunas de estas canciones son conocidas por su naturaleza articulada, poderosa y política. Hoy en día, los mien a menudo componen sus propias canciones o traducen canciones tailandesas y laosianas al mien.

### Comida típica
La cocina mien ofrece una variedad de platos tradicionales sencillos que destacan por su amplio uso de verduras y carnes. Uno de los platos auténticos más conocidos son las salchichas de cerdo mien, sazonadas con hierbas mien.
La cocina mien ha incorporado platos de otras gastronomías, como el tum som (ensalada de papaya) y el larb, ambos originarios de Tailandia y Laos. Otros platos incluyen el klang phen, una preparación de harina de arroz servida con pasta de frijol picante y caldo agrio, así como carne de cerdo, pollo o res cocidos al vapor o hervidos con tofu. 
También se encuentran el ka-soy, las ensaladas de fideos de arroz y carne, los encurtidos fermentados de mostaza y la pasta de frijol mien fermentada, conocida como thop choi o thop zhay. 
Los pescados asados o al horno se envuelven en hojas de plátano (o papel de aluminio en la actualidad). También son populares los envueltos de cerdo molido, carne de res o pollo al vapor en hojas de plátano. Un condimento tradicional utilizado en la cocina mien es el ají mien.

## Idioma iu mien
Artículo principal: Idioma iu mien
El idioma iu mien se clasifica como perteneciente a la familia de lenguas hmong-mien.
El idioma suele transmitirse oralmente, y los textos chamánicos escritos en caracteres chinos antiguos son entendidos por pocos. En 1984 se creó un sistema de escritura iu mien unificado que se basa en el alfabeto latino, sin embargo, no muchos suelen dominarlo. La falta de literatura escrita en iu mien ha llevado a altos niveles de analfabetismo entre los miembros mayores de la comunidad.
En las familias iu mien que viven Estados Unidos, el uso del idioma varía según la generación. La primera generación (de 65 años o más) suele comunicarse en mien, y también puede hablar idiomas como el chino mandarín, lao, hmong y tailandés. No obstante, esta generación tiene un conocimiento muy limitado o casi nulo del inglés. La segunda generación (quienes llegaron al país junto con sus padres cuando eran adolescentes) puede hablar un inglés conversacional, pero prefiere usar el mien con la familia y amigos del pueblo. En contraste, la tercera generación (nacida en Estados Unidos o llegada a muy temprana edad) habla inglés a un nivel nativo y utiliza el iu mien principalmente en contextos familiares.
La lengua materna del pueblo iu mien se ha ido perdiendo gradualmente desde su llegada a Estados Unidos. Si bien la mayoría de la tercera generación es bilingüe, muchos presentan dificultades para conversar libremente en mien. Este fenómeno en los hablantes de herencia se atribuye al fuerte impulso que las generaciones más jóvenes sienten durante su infancia por asimilarse y adoptar el inglés, relegando así la otra lengua a un segundo plano.

## Cambios en la comunidad
La americanización de la comunidad iu mien ha sido un proceso complejo y a menudo conflictivo. Aunque muchos mien se sentían seguros en Estados Unidos después de la difícil transición desde Laos y Tailandia, enfrentaron desafíos significativos al adaptarse a una cultura occidental industrializada. Uno de los aspectos más notables de este proceso ha sido la transición de sus antiguas creencias religiosas y tradiciones hacia el cristianismo judeocristiano, impulsada en parte por la necesidad logística y la percepción de que la conversión aceleraría su integración en la sociedad estadounidense.
Sin embargo, esta rápida adopción de nuevas creencias religiosas ha generado tensiones dentro de la comunidad iu mien, especialmente entre las generaciones más jóvenes y las más mayores. Mientras que algunos ven la americanización como un medio para la supervivencia y la integración, otros lo interpretan como una pérdida de identidad y cultura. Este conflicto se manifiesta en desafíos adicionales, como cambios en los roles de género, tasas de divorcio más altas y la percepción de que los jóvenes iu mien están adoptando comportamientos rebeldes similares a los de los adolescentes estadounidenses, lo cual entra en conflicto con la naturaleza filial de la cultura iu mien. En particular:
- Los adultos mayores: Luchan por adaptarse y se sienten limitados por el nuevo estilo de vida.
- Los más jóvenes: Persiguen el sueño americano, impulsando el cambio cultural, pero pierden lentamente el habla de la lengua iu mien.[15]
- La cultura: Enfrenta un punto de inflexión e inquietud a pesar de haber encontrado un nuevo hogar más próspero.[1]

## Recursos
- PBS, Death of a Shaman. The Film
- Archivado el 14 de febrero de 2015 en Wayback Machine. Archived 2015-02-14 at the Wayback Machine Archived 2015-02-14 at the Wayback Machine, Iu-Mien History, Iu Mien Community Services
- "News Fix Archives | KQED News".
- Alberts, Eli. History of Daoism and the Yao People of South China. Youngstown, NY: Cambria Press, 2006. Ebook
- Chen, Lianshan. Chinese Myths and Legends: Legends of the Universe, Deities, and Heroes. China International Press, 2009. Print.
- He, Hongyi. The Magical Ancient Books the Magical Ancient Books of The Yao People Of The Yao People: A Study of the Yao Manuscripts in the Collection of the Library of Congress. Ebook.
- Homsany, John-Thomas A. John F. Kennedy, The Soviet Union and The Laos Crisis, 1961-1962. California State University, Fullerton, 2000. Dissertation.
- Huy, Nguyen V. & Kendall, Laurel. Vietnam: Journeys of Body, Mind, and Spirit. Berkeley and Los Angeles, California: University of California Press, 2003. Print.
- Jonsson, Hjorleifur. Mien Relations: Mountain People and State Control in Thailand. Ithaca and London: Cornell University Press, 2005. Print
- Jonsson, Hjorleifur.  War’s Ontogeny: Militias and Ethnic Boundaries in Laos and Exile. Southeast Asian Studies, Vol. 47, No. 2, September 2009. Journal.
- Leary, William M. The CIA and the "Secret War" in Laos: The Battle for Skyline Ridge, 1971-1972. The Journal of Military History, Vol. 59, No. 3 (Jul., 1995), pp. 505-517. Journal.
- Lemoine, Jacques. Yao Ceremonial Paintings. Bangkok, Thailand: White Lotus Co. Ltd., 1982. Print.
- Lewis, Paul & Elaine. Peoples of the Golden Triangle: Six Tribes in Thailand. London, New York, NY: Thames and Hudson, 1984. Print.
- Litzinger, Ralph A. Other Chinas: The Yao and the Politics of National Belonging. Durham and London:   Duke University Press, 2000. Print.
- Luh, Shu S. The People of China (China: The Emerging Superpower). Philadelphia, PN: Mason Crest: 2014. Ebook.
- MacDonald, Jeffrey L. Transnational Aspects of Iu-Mien Refugee Identity. New York, NY: Garland, 1997. Print.
- Saechao, David. From Mountains to Skyscrapers: The Journey of the Iu Mien. 2018. Print.
- Seac, Fmprc & Guo Luc G. Yao with Statistical Data. Beijing and Washington: Intercultural Press, 2014. Ebook.